# تینا دنییلز
تینا دنییلز (انگلیسی: Teahna Daniels؛ زادهٔ ۲۵ مارس ۱۹۹۷) ورزشکار دو و میدانی اهل ایالات متحده آمریکا است.
وی در مسابقات کشوری و بین‌المللی در مجموع برندهٔ ۱ مدال طلا و ۱ مدال برنز شده‌است.